# Musée archéologique municipal de Sanguinet
Le musée archéologique municipal (musée du lac) se situe sur la commune de Sanguinet, dans le département français des Landes.

## Présentation

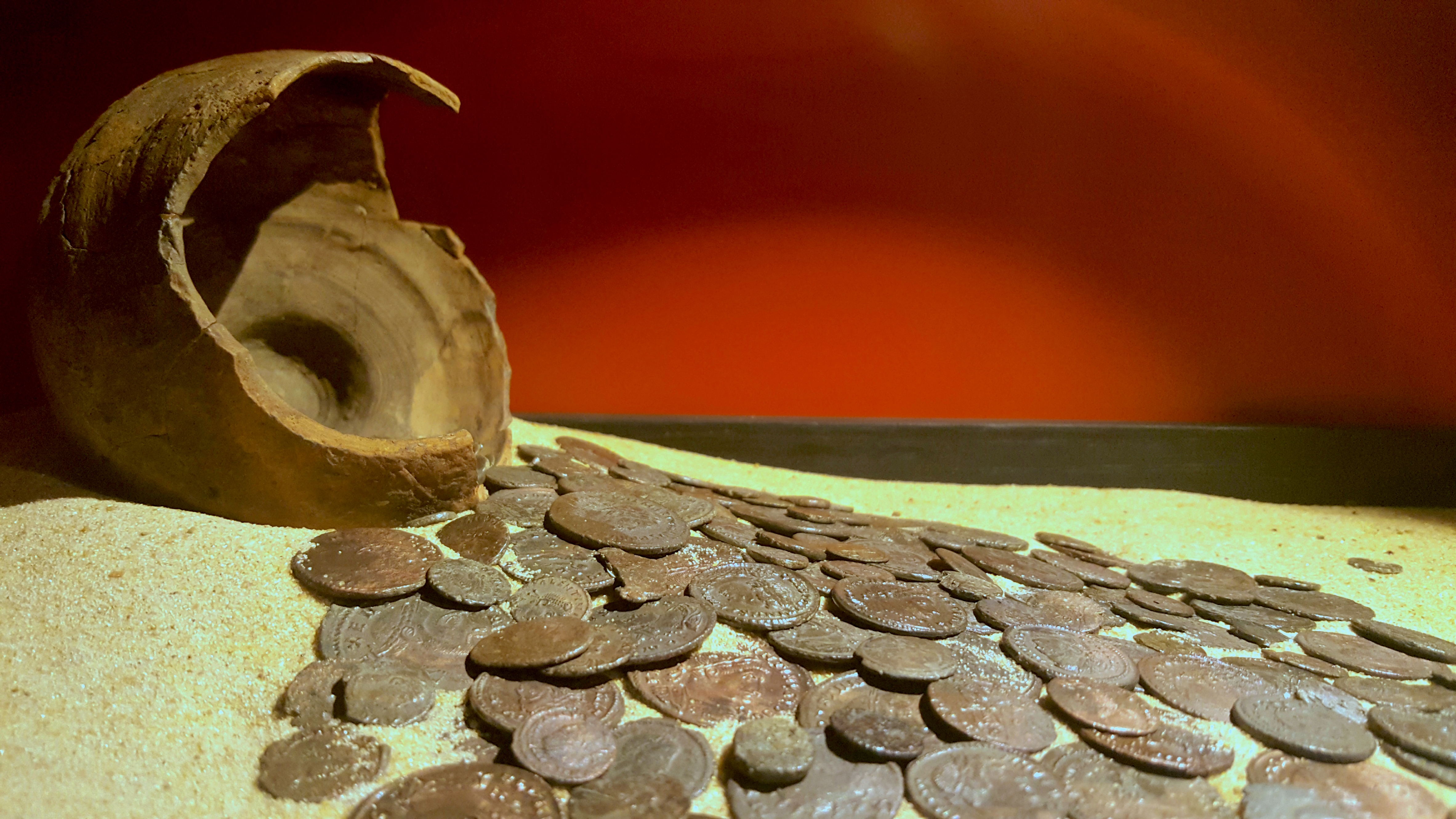
Trésor monétaire du IVe siècle

Le musée présente les découvertes faites par les plongeurs bénévoles du CRESS (Centre de recherches et d'études scientifiques de Sanguinet) effectuant les fouilles sous-lacustres des villages engloutis de l’étang de Cazaux et de Sanguinet. Y sont présentés différents objets remontés depuis plusieurs années du lac (pirogues, poteries, bijoux, outils, etc.) et le mobilier archéologique issu des campagnes de fouille sur trois villages engloutis sous ses eaux :
- Losa, village gallo-romain ;
- l'Estey de large, habitat du IIe siècle av. J.-C. ;
- Put Blanc, village de pêcheurs du VIe siècle av. J.-C.

Le musée aborde également l’histoire de la formation de l'étang de Cazaux et de Sanguinet et de l’occupation humaine de la région depuis 3000 ans, à l’époque où le cordon dunaire ne barrait pas encore le passage des cours d’eau littoraux vers l’océan.
Il a fait l'objet en 2008 de travaux de réhabilitation et d'agrandissement pour recevoir les deux pirogues (no 5 et 20) sorties du lac en 2003 et traitées pendant trois ans dans les laboratoires d'ARC-Nucléart à Grenoble.
Ce musée est labellisé musée de France et ses collections sont placées sous la responsabilité du conservateur départemental.

### Pirogues

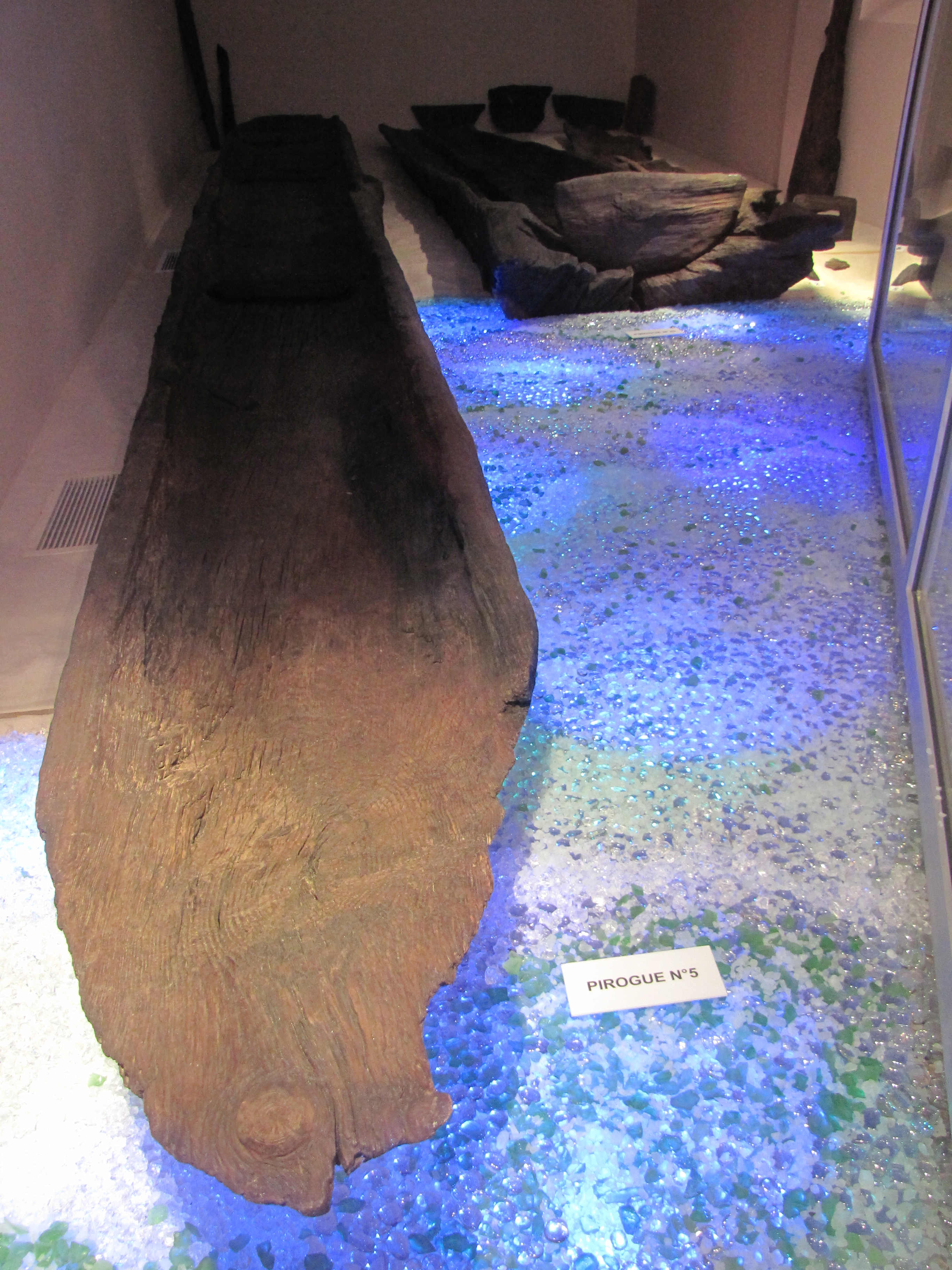
Pirogues no 5 et 20

Plus de 33 pirogues ont été découvertes dans le lac de Sanguinet depuis 1977. Faites en pin (sauf 4 en chêne), elles mesurent entre 3,60 et 9,80 mètres de long, et leur largeur varie entre 0,75 et 1,15 mètre. Elles ont été datées entre 1800 av. J.-C. et 1815.
Ce serait une découverte patrimoniale sans équivalent en Europe. Leur datations, échelonnées entre l'âge du Bronze et le début des Temps Modernes sont les suivantes.
| Pirogue | Date                  | Longueur × Largeur             | Notes |
| ------- | --------------------- | ------------------------------ | --- |
| 7       | 1681 à 1491 av. J.-C. |                                | |
| 20      | 1732 à 1404 av. J.-C. | 4,84 × 1,15 m (hauteur 0,63 m) | Découverte à 15 mètres de profondeur. Une planche amovible obture la poupe. Possède 11 trous carrés obturés par des bouchons de bois. |
| 22      | 1371 à 920 av. J.-C.  |                                | |
| 6       | 1250 à 900 av. J.-C.  |                                | |
| 12      | 1000 à 800 av. J.-C.  |                                | |
| 9       | 914 à 793 av. J.-C.   |                                | |
| 5       | 740 à 620 av. J.-C.   | 8 × 0,75 m                     | Découverte à 13 mètres de profondeur. Possède 2 renforts transversaux et 9 trous rectangulaires avec bouchons de bois.                |
| 19      | 810 à 420 av. J.-C.   |                                | |
| 25      | 799 à 419 av. J.-C.   |                                | |
| 15      | 794 à 435 av. J.-C.   |                                | |
| 24      | 795 à 420 av. J.-C.   |                                | |
| 8       | 790 à 390 av. J.-C.   |                                | |
| 26      | 590 à 370 av. J.-C.   |                                | |
| 23      | 590 à 370 av. J.-C.   |                                | |
| 13      | 540 à 360 av. J.-C.   |                                | |
| 27      | 550 à 360 av. J.-C.   |                                | |
| 17      | 400 à 340 av. J.-C.   |                                | |
| 14      | 366 à 8               |                                | |
| 30      | 360 à 10              |                                | |
| 16      | 185 à 56              |                                | |
| 28      | 200 à 70              |                                | |
| 18      | 190 à 110             |                                | |
| 11      | 111 à 124             |                                | |
| 4       | 100 à 145             |                                | |
| 2       | 145 à 225             |                                | |
| 3       | 20 à 230              |                                | |
| 21      | 17 à 316              |                                | |
| 1       | 400 à 610             | 3,92 × 0,47 m                  | Découverte à 2,5 mètres de profondeur. Possède 4 trous cylindriques sans bouchons.                                                    |
| 10      | 1321 à 1621           |                                | |
| 29      | Non datée             |                                | |